# Григоров, Александр Александрович
Алекса́ндр Алекса́ндрович Григоров (1904—1989) — советский краевед, генеалог, историк, автор многочисленных публикаций по истории костромского дворянства; почётный гражданин Костромы.

## Биография
Родился 6 (19) марта 1904 года в имении бабушки, Анны Николаевны Григоровой (урождённая Соймонова; 1840–1917), Александровское-Пеньки Кинешемского уезда Костромской губернии (ныне Островский район, Костромская область) в дворянской семье. Его отец, Александр Митрофанович Григоров (1867—1915) — бессменный попечитель Костромской женской гимназии, начало которой связано с прадедом Александра Александровича А. Н. Григоровым — на его средства 25 августа 1857 года в Костроме было открыто Григоровское училище 1-го разряда для девиц всех сословий. Его дед по матери, Александр Лукич Матвеев, в чине полковника, был начальником артиллерии Варшавского укреплённого района; Вера Александровна Матвеева (1870—1928) родилась в Варшаве.
В 1916—1917 годах воспитывался на стипендию имени В. А. Дурново для детей Костромских дворян в 1-м Московском кадетском корпусе, но из-за революционных событий был вынужден вернуться в родовое имение. В 1918 году семья уехала к родственникам на Украину, находившуюся под управлением гетмана П. П. Скоропадского.
В 1922 году вернулся в Костромскую губернию; в селе Спас-Заборье работал на химзаводе «Шугаиха» рабочим, затем был агентом по переписи «объектов сельхозобложения», в 1923—1925 годах — бухгалтером на бумажной фабрике. В 1924 году женился на Марии Григорьевне Хомутовой (?—1986) и в 1926 году переехал в Кострому, к родителям жены. В следующем году врачи, подозревая заболевание туберкулёзом, посоветовали ему «уехать из города и поселиться где-нибудь в сосновых лесах». В сентябре 1927 года он начал работать в посёлке Липовка Потрусовского лесничества в Кологривском районе. Одновременно, в 1927—1930 гг., заочно учился в лесном техникуме Наркомата земледелия. В 1930 году был арестован по обвинению в причастности к Промпартии, но через полгода, в марте 1931 года, был освобождён за недоказуемостью. В 1930—1940 годах он работал в различных леспромхозах КВологодской, Рязанской областей и Мордовии. 
В 1940 году репрессирован по обвинению в антисоветской пропаганде и в течение 10 лет находился в лагерях ГУЛАГа — на строительстве 2-й очереди Беломорканала (Маткожненский лагерь), железной дороги Котлас-Воркута, с 1943 года — на строительстве восточного участка БАМа (Нижамурлаг), с 1945 по 1950 годы — на строительстве Комсомольска-на-Амуре. С 1951 года вместе с женой отбывал ссылку в Красноярском крае, затем в Казахстане.
В 1956 году был реабилитирован «за отсутствием состава преступления» и в 1959 году вернулся в Кострому, где работал бухгалтером на хладокомбинате. В 1964 году вышел на пенсию и увлёкся архивными изысканиями по историческому и литературному краеведению, генеалогии костромского дворянства. В 1989 году, незадолго до смерти он стал почётным гражданином Костромы. Умер в Костроме в октябре 1989 года.
В память об А. А. Григорова в Государственном архиве Костромской области ежегодно проводятся Григоровские краеведческие чтения, а областной администрацией учреждена именная григоровская стипендия для аспирантов-историков. В Костроме организовано историко-родословное Григоровское общество.